# Iwan Szarij
Iwan Hryhorowycz Szarij, ukr. Іван Григорович Шарій, ros. Иван Григорьевич Шарий, Iwan Grigorjewicz Szarij (ur. 24 listopada 1957 w Połtawie) – ukraiński piłkarz, grający na pozycji napastnika, trener piłkarski.

## Kariera piłkarska

### Kariera klubowa
Wychowanek DJuSSz Kołos Połtawa, w którym rozpoczął karierę piłkarską. Pierwsi trenerzy Anatolij Witkow i Iwan Horpynko. W latach 1976–1977 służył w Dynamie Kijów, grając przeważnie w drużynie rezerw. Po zakończeniu służby powrócił do Kołosu, a potem przeszedł do Dynama Mińsk. Następnego roku zmienił klub na Metałurh Zaporoże. W sezonie strzelił 31 gol, dlatego w 1980 otrzymał propozycję od Walerego Łobanowskiego przejścia do Dynama Kijów, ale wybrał Czornomoreć Odessa, który występował w Wysszej Lidze ZSSR i w którym miał zagwarantowane miejsce w podstawowym składzie. Łącznie za 6 sezonów rozegrał ponad 100 meczów i strzelił 25 goli. W 1986 bronił barw Nistru Kiszyniów, po czym powrócił do Worskły Połtawa. Na początku 1990 wyjechał do Bułgarii, gdzie został piłkarzem Etyr Wielkie Tyrnowo. Po pół roku zatęsknił za ojczyzną i kolejny raz wrócił do Worskły Połtawa. Sezon 1991 spędził w Nywie Winnica. W mistrzostwach Ukrainy debiutował w rodzimej Worskle Połtawa. Potem występował w amatorskich zespołach Hranit Szarogród, Birzuła Kotowsk i Wełta Połtawa. Latem 1995 roku w wieku 39 lat zgodził się na propozycję prezesa i głównego trenera Wiktora Pożeczewskiego powrotu do Worskły Połtawa. W pierwszym sezonie 1995/96 strzelił 17 bramek, co pozwoliło klubowi zająć 1. miejsce w Pierwszej Lidze i awansować do Wyższej Ligi. W rundzie wiosennej sezonu 1997/98 występował na wypożyczeniu w farm klubach Hirnyk-Sport Komsomolsk i Kremiń Krzemieńczuk. 18 maja 1999 roku w wieku 42 lat rozegrał swój ostatni oficjalny mecz w Worskle i zakończył karierę piłkarską.

### Kariera trenerska
Po zakończeniu kariery zawodniczej od 1998 trenował drugą drużynę Worskła-2 Połtawa. Od sierpnia do października 1998 pełnił obowiązki głównego trenera pierwszej drużyny. W latach 2001-2003 pomagał trenować pierwszy zespół. W lutym 2006 samodzielnie prowadził Spartak Sumy, a od następnego roku pracował jako dyrektor DJuSSz im. Horpynka w Połtawie. W czerwcu 2009 objął stanowisko głównego trenera FK Połtawa, z którą pracował do stycznia 2010.

## Sukcesy i odznaczenia

### Sukcesy klubowe
- brązowy medalista Pierwoj Ligi ZSSR: 1978
- brązowy medalista Mistrzostw Bułgarii: 1990
- mistrz Perszej Lihi: 1996
- brązowy medalista Mistrzostw Ukrainy: 1997

### Sukcesy indywidualne
- król strzelców Pierwoj Ligi ZSSR: 1979 (31 gol).

### Nagrody i odznaczenia
- tytuł Mistrza Sportu ZSRR: 1982